# Clădirea fostului hotel urban din Soroca
Clădirea fostului hotel urban din Soroca este un monument de arhitectură din orașul Soroca, construit în prima jumătate a secolului al XIX-lea. Este una din primele clădiri cu piatră tencuită din Soroca. Se află în stare nesatisfăcătoare.